# C4H5ClO2
化学式C4H5ClO2（摩尔质量：120.53 g/mol）可能指：
- 2-氯丙烯酸甲酯，CAS号：80-63-7
- 氯甲酸烯丙酯，CAS号：2937-50-0

|  | 这个同类索引页列出了具有相同分子式的化学物（即同分異構體）条目。 除非您是有意链接至本页，否则应将相应条目的内部链接指向正确的条目。 |